# Werner Bruschke
Werner Bruschke (Magdeburg, 1898. augusztus 18. – Halle, 1995. február 17.) német politikus. Ő volt Szász-Anhalt miniszterelnöke 1949-től az állam 1952-es megszüntetéséig.
1933-tól dohánykereskedőként és biztosítási ügynökként dolgozott. Illegális politikai tevékenységei miatt 1942-ben koncentrációs táborba került.